# Roellia roellii
Roellia roellii är en bladmossart som beskrevs av Henry Charles Andrews och H. Crum 1967. Roellia roellii ingår i släktet Roellia och familjen Bryaceae. Inga underarter finns listade i Catalogue of Life.